# Clermont-Ferrand Challenger 1989
Il Clermont-Ferrand Challenger 1989 è stato un torneo di tennis facente parte della categoria ATP Challenger Series nell'ambito dell'ATP Challenger Series 1989. Il torneo si è giocato a Clermont-Ferrand in Francia dal 26 giugno al 2 luglio 1989 su campi in terra rossa.

## Vincitori

### Singolare
Jérôme Potier ha battuto in finale  Ricki Osterthun con il punteggio di 6–4, 6–4

### Doppio
Peter Svensson /  Lars-Anders Wahlgren hanno battuto in finale  Marcelo Ingaramo /  Gustavo Luza con il punteggio di 7–5, 6–3